# José do Telhado (1929)
José do Telhado é um filme mudo português, realizado por Rino Lupo, no ano de 1929.
Este filme foi rodado no Solar de Beirós.